# Sesfontein (Wahlkreis)
Der Wahlkreis Sesfontein ist ein namibischer Wahlkreis im Westen der Region Kunene und hat 8845 Einwohner (Stand 2023) auf einer Fläche von fast 20.800 km². Kreisverwaltungssitz und Namensgeber des Wahlkreises ist der Ort Sesfontein.
Zum Kreis gehören außerdem unter anderem die Ansiedlungen Dubis, Ganamub, Khowarib, Möwebucht, Otjomatemba, Terrace Bay und Warmquelle.

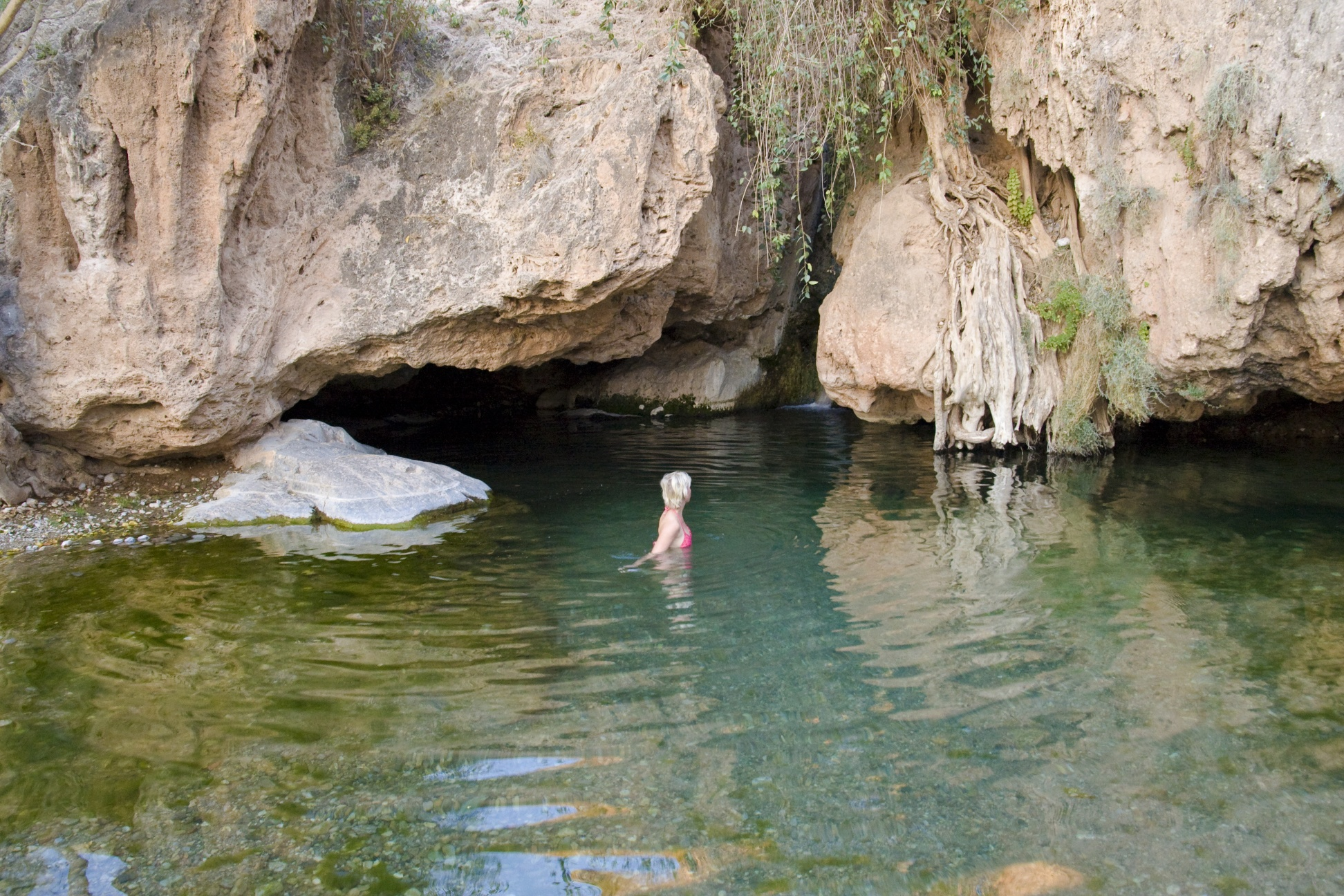
Warmquelle

## Wahlen
| Wahl | Name               | Partei | Stimmenanteil |
| ---- | ------------------ | ------ | ------------- |
| 1992 | Johannes Hendricks | UDF    | 56,1 %        |
| 1998 | Theodor Hendriks   | UDF    | 63,1 %        |
| 2004 | Hendrik Gaobaeb    | UDF    | 53,0 %        |
| 2010 | Hendrik Gaobaeb    | UDF    | 51,2 %        |
| 2015 | Julius Koujova     | SWAPO  | 46,3 %        |
| 2020 | Hendrik Gaobaeb    | UDF    | 38,4 %        |